# The Warrior's Code
The Warrior's Code er det femte studiealbum af det keltiske punkband Dropkick Murphys. Det udkom i juni 2005 er også gruppens største succes. Den indeholder også en dedikation til Lowells egne "irske" Micky Ward som også blev brugt på albummets cover, og det er også emnet for albummets titelnummer. The Warrior's Code er gruppens sidste album på pladeselskabet Hellcat Records før de flyttede over til deres eget vanity label, Born & Bred Records.
Albummet indeholder et af bandets mest succesfulde og kendte single, "I'm Shipping Up to Boston", som oprindeligt blev udgivet på singlen "Fields of Athenry", selvom den blev genindspillet til The Warrior's Code. Bandet udgav selv sangen som en single i 2006. Den blev et stort hit efter den blev brugt i den oscarvindende film The Departed og dens soundtrack. The Warrior's Code solgte guld i USA.
Der blev fremstillet musikvideoer til "Sunshine Highway", "The Warrior's Code" og to videoer til "I'm Shipping Up to Boston", den anden udgave blev brugt i The Departed. En video til sangen "Tessie" blev filmet i 2004, da sangen blev udgivet på sin egen single.

## Sange og sangskrivning
The Warrior's Code var det første af Dropkick Murphys' studiealbums, hvor Tim Brennan og Scruffy Wallace medvirkede.
"Your Spirit's Alive" blev skrevet til minde om bandets ven Greg "Chickenman" Riley, som døde i en motorcykelulykke i 2004.
"The Warrior's Code" handler om bokselegenden Micky Ward fra Lowell, Massachusetts, som også er afbildet på albumcoveret. Sangen blev senere brugt i filmen The Fighter fra 2010, som er en biografisk film om Ward.
"Captain Kelly's Kitchen" er endnu en af bandets traditionelle arrangementer.
"Sunshine Highway" var den første single fra albummet, og den blev brugt af Royal Caribbeans Sports' Deck, selvom den omhandler narkoafvænning.
"The Green Fields of France" er en coverversion af Eric Bogles anti-krigsballade fra 1976.
Teksten til "I'm Shipping Up to Boston" kommer fra nogle upublicerede tekster fra Woody Guthrie, som indeholder en kort fortælling fra en sømand, der leder efter sit træben i Boston. Det er bandets anden sang, som er baseret på noget skrevet afWoody Guthrie, hvoraf den første var "Gonna Be a Blackout Tonight" på det tidligere album, Blackout.
"Wicked Sensitive Crew" blev skrevet som svar til beskyldningerne om at gruppens musik og image tilskyndede vold. Sangen inkluderer teksten "I ain't ashamed I cried when Mickey died in Rocky II", selvom Mickey i virkeligheden døde af et hjertetilfælde efter opgøret med Clubber Lang i Rocky III. Bandet adresserede dette i albummets credits, hvor der står at "Mickey actually died in Rocky 3 but, hey, sue us, two rhymed better."
"Last Letter Home" er historien om en korrespondance mellem den amerikanske Sgt. Andrew Farrar og hans familie inden hans død i irakkrigen. Med Farrars families tilladelse udgav bandet sangen som en single. Alle indtægterne gik til familien. Banden spillede også en akustisk version af sangen "Fields of Athenry" ved hans begravelse; en optagelse af dette blev inklluderet som en B-side til singlen.
"Tessie" er en genskrevet Boston Red Sox-sang. Den er listet som en bonusnummer, da den tidligere var blevet udgivet på EP'en Tessie i 2004, som var det samme år, hvor Red Sox vandt deres første mesterskab i 86 år.
Et andet bonusnummer ved navn "Hatebomb" blev inkluderet på den japanske udgivelse af albummet.

## Modtagelse
The Warrior's Code modtog hovedsageligt gode anmeldelser. Allmusic gav albummet en rating på 3.5 ud af fem stjerner, og roste de "varierende vokaler, et tagteam af vrede og bravado." PopMatters var hovedsageligt positivt indstillet og kommenterede på bandets musikalsk alsidighed: "De kan lave alminde punk rock (“Your Spirit’s Alive”) eller irsk folkemusik (“The Green Fields of France”). De kan blande det, og skrive en punk rocksang, der lyder som en traditionel irsk folkemelodi (titelnummeret, som har et godt miks af sækkepiber og mandolin)." Punknews.org roste på lignende måde albummet og skrev: "Dette er en dynamisk plade der ofte skifter gear mellem hurtig punk og hardcore numre og mere subtile udgaver af traditionelt materiale. Mens de ikke fraviger fra deres etablerede stil, virker det som om, at Murphys' sangskrivning er perfekt synkroniseret med deres ambitioner."
Albummet solgte mere end 500.000 eksemplarer i USA og solgte dermed guld.

## Spor
| 1.    | "Your Spirit's Alive"        | Dropkick Murphys                    | 2:21 |
| 2.    | "The Warrior's Code"         | Dropkick Murphys                    | 2:30 |
| 3.    | "Captain Kelly's Kitchen"    | Courtin' in the Kitchen traditional | 2:48 |
| 4.    | "The Walking Dead"           | Dropkick Murphys                    | 2:07 |
| 5.    | "Sunshine Highway"           | Dropkick Murphys                    | 3:22 |
| 6.    | "Wicked Sensitive Crew"      | Dropkick Murphys                    | 2:59 |
| 7.    | "The Burden"                 | Dropkick Murphys                    | 2:55 |
| 8.    | "Citizen C.I.A."             | Dropkick Murphys                    | 1:28 |
| 9.    | "The Green Fields of France" | Eric Bogle                          | 4:46 |
| 10.   | "Take It and Run"            | Dropkick Murphys                    | 2:44 |
| 11.   | "I'm Shipping Up to Boston"  | Dropkick Murphys, Woody Guthrie     | 2:34 |
| 12.   | "The Auld Triangle"          | Brendan Behan                       | 2:41 |
| 13.   | "Last Letter Home"           | Dropkick Murphys                    | 3:32 |
| 14.   | "Tessie"                     | Will R. Anderson                    | 4:15 |
| 41:02 |                              |                                     |      |

| Japansk Bonus track | Japansk Bonus track | Japansk Bonus track | Japansk Bonus track | Japansk Bonus track | Japansk Bonus track | Japansk Bonus track | Japansk Bonus track | Japansk Bonus track | Japansk Bonus track |
| #                   | Titel               | Længde              |                     |                     |                     |                     |                     |                     |                     |
| ------------------- | ------------------- | ------------------- | ------------------- | ------------------- | ------------------- | ------------------- | ------------------- | ------------------- | ------------------- |
| 15.                 | "Hatebomb"          | 1:12                |                     |                     |                     |                     |                     |                     |                     |
| 42:14               |                     |                     |                     |                     |                     |                     |                     |                     |                     |

## Personel

### Dropkick Murphys
- Al Barr – vokal
- Ken Casey – bas, vokal
- Matt Kelly – trommer, bodhrán, vokal
- James Lynch – guitar, vokal
- Marc Orrell – guitar, accordion, vokal
- Scruffy Wallace – sækkepibe
- Tim Brennan – mandolin, tin whistle, akustisk guitar

### Additional personnel
- Laura Casey – viola, cello
- Marco Urban – vokal
- Josephine Lyons – vokal
- Tom O'Connell – vokal
- Tom Madden – vokal
- Anders Geering – vokal
- Lance Burnett – vokal
- Johnny Damon – baggrundsvokal på "Tessie"
- Bronson Arroyo – baggrundsvokal på "Tessie"
- Lenny DiNardo – baggrundsvokal på "Tessie"
- Jeff Horrigan – baggrundsvokal på "Tessie"
- Bill Janovitz – baggrundsvokal på "Tessie"
- Dr. Charles Stienberg – baggrundsvokal på "Tessie"
- Joe Castiglione – stemme på "Tessie"